# Anton Thernes
Anton Thernes, född 8 februari 1892 i Trier, död 3 december 1944 i Majdanek, var en tysk SS-Obersturmführer. Under andra världskriget var han ställföreträdande kommendant och chef för administrationen i koncentrations- och förintelselägret Majdanek, beläget i utkanten av Lublin.
Den 23 juli 1944 befriades Majdanek av Röda armén och Thernes greps tillsammans med flera andra ur lägerpersonalen. Thernes var den högste SS-officeren som greps i Majdanek. Senare samma år ställdes han och fem andra misstänkta krigsförbrytare inför rätta vid den första Majdanekrättegången. Thernes påstod sig inte känna till något om Majdaneks förintelseapparat, men vittnesmålen och bevisen mot honom var överväldigande. Den 2 december 1944 dömdes de sex åtalade till döden genom hängning. Samtliga, utom en som begick självmord, avrättades i närheten av krematorierna i Majdanek påföljande dag. Avrättningarna bevittnades av tusentals åskådare.
I dokumentärfilmen Swastyka i Szubienica (”Svastikan och galgen”) från 1945 skildras rättegången och avrättningarna.